# ISO 14583
ISO 14583 er en ISO standard for en maskinskrue.
En maskinskrue ISO 14583 er en af de mest brugte maskinskruer indenfor befæstelse området.
| Gevind     | M1,6 | M2  | M2,5 | M3  | M4  |
| ---------- | ---- | --- | ---- | --- | --- |
| Bredde dk: | 3,2  | 4   | 5    | 6   | 8   |
| Længde k:  | 1,3  | 1,6 | 2    | 2,4 | 3,1 |
| ISR:       | T5   | T6  | T8   | T10 | T20 |

| Gevind     | M5  | M6  | M8  | M10 |
| ---------- | --- | --- | --- | --- |
| Bredde dk: | 10  | 12  | 16  | 20  |
| Længde k:  | 3,8 | 4,6 | 6   | 7,5 |
| ISR:       | T25 | T30 | T45 | T50 |